# 4-Morfolino-2,2-difenylomaślan etylu
4-Morfolino-2,2-difenylomaślan etylu – organiczny związek chemiczny, syntetyczny opioid objęty Jednolitą konwencją o środkach odurzających z 1961 roku (wykaz I) pod nazwą dioxaphetyl butyrate (maślan dioksafetylu). W Polsce znajduje się w kategorii I-N wykazu środków odurzających i substancji psychotropowych, zatem jego posiadanie jest nielegalne.